# Shirin Sharmin Chaudhury

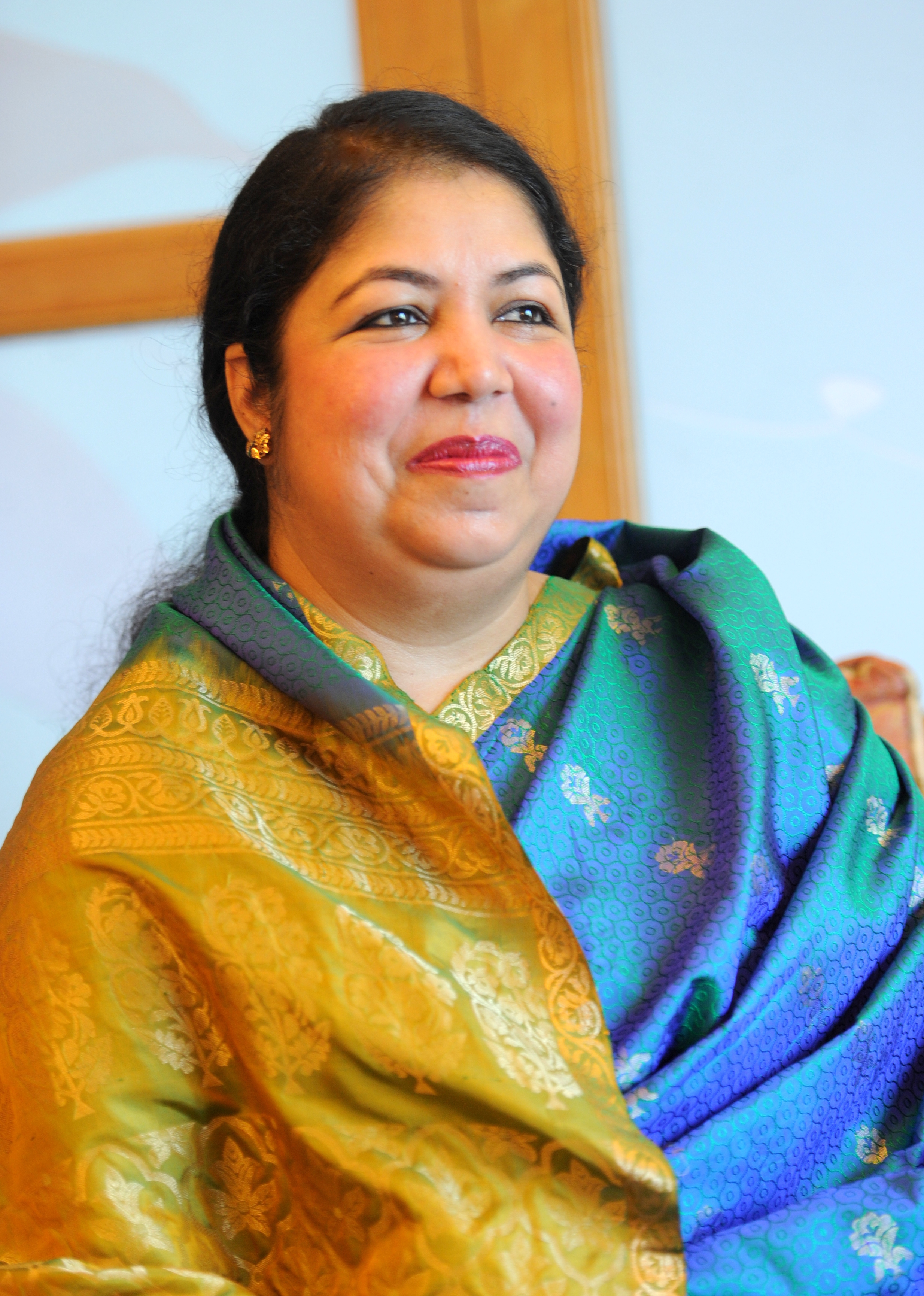
Shirin Sharmin Chaudhury (2012)

Shirin Sharmin Chaudhury (bengalisch শিরীন শারমিন চৌধুরী; * am 6. Oktober 1966 in Chatkhil, Noakhali-Distrikt im damaligen Ost-Pakistan) ist eine bangladeschische Politikerin. Sie war Ministerin im Frauen- und Kinder-Ministerium und wurde im April 2013 zur ersten weiblichen Präsidentin des Jatiya Sangsad genannten Nationalparlaments gewählt.

## Herkunft und Ausbildung
Shirin Chaudhury wurde 1966 in Chatkhil im südost-bangladeschischen Noakhali-Distrikt geboren. Ihr Vater, Rafiqullah Chaudhury, war Offizier des Civil Service of Pakistan (CSP) und 1972 Sekretär des ersten Premierministers Sheikh Mujibur Rahman. Ihre Mutter, Naiyar Sultana, war Mitglied der Bangladesh Public Service Commission und Leiterin des traditionsreichen Dhaka College.
Chaudhury erwarb ihr Secondary School Certificate (SSC) und ihr Higher Secondary School Certificate (HSC) 1983 und 1985 an den Holy Cross Girls' School and College. Sie begann ein Jurastudium an der University of Dhaka, das sie 1989 als LLB und 1990 als LLM abschloss. Mit einem Commonwealth-Stipendium wechselte sie an die britische University of Essex, wo sie 2000 über Verfassungsrecht und Menschenrechte promovierte. Das Thema ihrer Dissertation lautete: The scope of the right to life and the Indian constitution : an essay in law and theory.

## Karriere

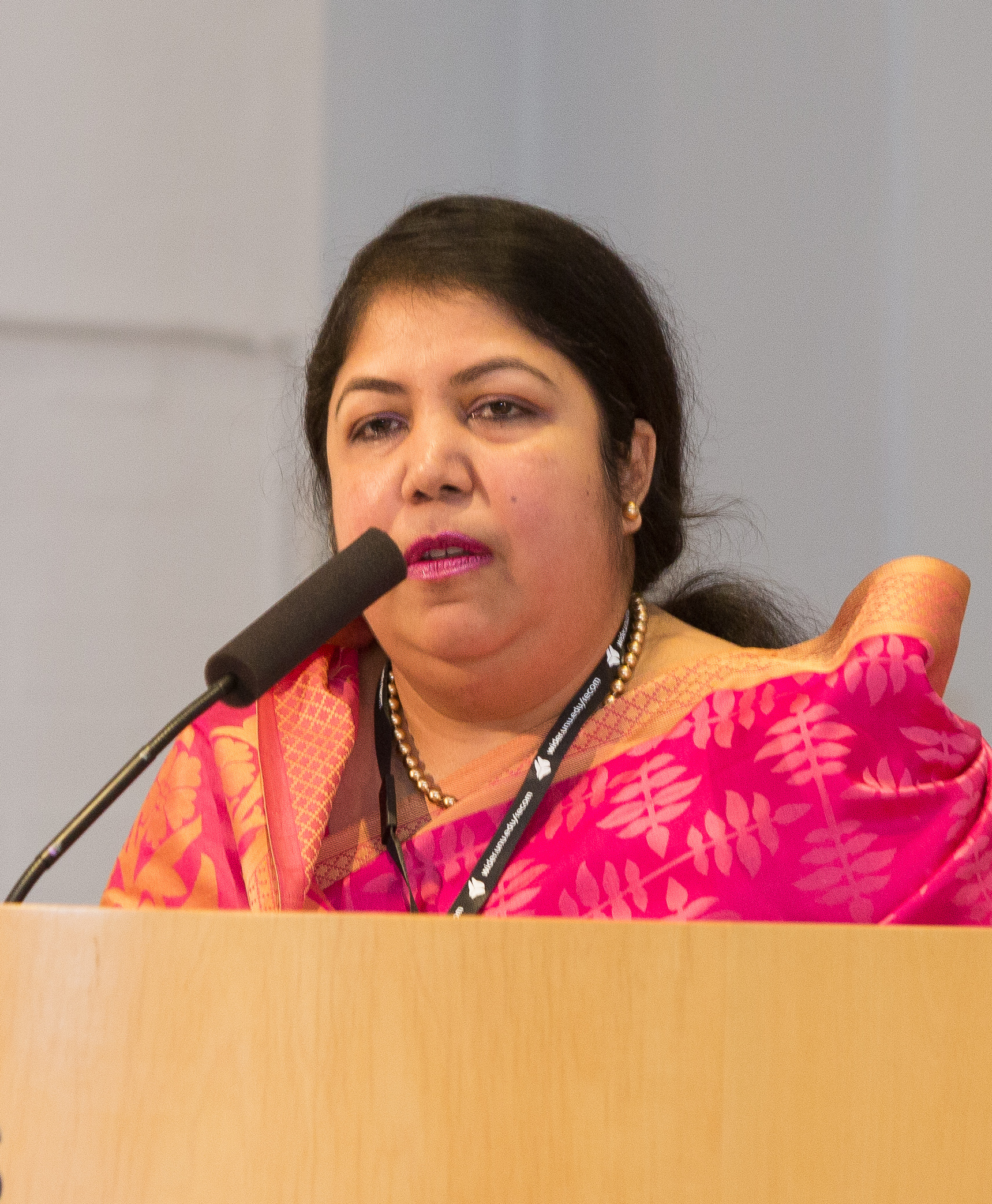
Chaudhury (2013)

### Politik
Chaudhury wurde Beauftragte für Internationale Angelegenheit bei der Awami-Liga, einer säkularen Mitte-links-Partei, die seit 2008 wieder die Regierung stellte. 2009 wurde Chaudhury auf einen für Frauen reservierten Parlamentssitz gewählt und wurde Ministerin im Ministerium für Frauen- und Jugendangelegenheiten.
Im April 2013 wurde sie zum Speaker der Jatiya-Sangsad gewählt, sie war die erste Frau in diesem Amt und mit 46 Jahren auch die bis dahin jüngste Amtsträgerin.
Im Januar 2014 wurde Chaudhury zur Abgeordneten des Wahlkreises Rangpur-6 gewählt und wurde noch am selben Tag von der Awami-Liga als Parlamentspräsidentin nominiert und in der Folge in ihrem Amt bestätigt. Als Vertreterin des Bangladeschischen Parlaments führte sie auch wichtige bilaterale Gespräche, insbesondere mit indischen und chinesischen Offiziellen wie dem indischen Premierminister, dem indischen Präsidenten und dem Speaker des Parlaments, dem chinesischen Präsidenten, dem Vizepräsidenten und dem Vorsitzenden des Nationalen Volkskongresses.

### Internationale Aufgaben
Von 2014 bis 2017 war sie als Nachfolgerin des Briten Alan Haselhurst Vorsitzende des Exekutivkomitees der Parlamentarischen Vereinigung des Commonwealth (CPA). In dieser Funktion organisierte sie eine Vielzahl internationaler Konferenzen. Bei der 46th Commonwealth Parliamentary Association Africa Region Conference in Nairobi im August 2015 war Chaudhury auch Vorsitzende des Experten-Panels zum Thema „Tackling inequality, empowering women and girls and leaving no one behind“.
In ihrer Rede auf dem Seminar „Connecting Minds, Creating the Future“ rief Chaudhury dazu auf, Frauen in Entwicklungen zu integrieren. Alle seien gefordert, die Gleichberechtigung von Frauen bei der Besetzung von Führungspositionen zu fördern. Das gelte für staatliche Stellen, aber auch für Nichtregierungsorganisationen und Unternehmen.

### Anwaltliche Tätigkeit
Chaudhury war Anwältin am Obersten Gerichtshof von Bangladesch und gehörte zum Anwaltsteam, das Sheikh Hasina Wajed in den Prozessen vertrat, die unter der Armee-gestützten Übergangsregierung in den Jahren 2007–08 gegen sie geführt wurden. Zu ihren Arbeitsschwerpunkten gehören Menschenrechte, Verfassungsrecht und Geschlechterfragen. Sie ist Beraterin für mehrere Institutionen, darunter die Universität von Dhaka, die BRAC University, die Dhaka International University und das Bangladesh Institute of Law and International Affairs.
Von 2003 bis 2008 war Chaudhury Herausgeberin der „Bangladesh Legal Decisions“ (BLD), die monatlich von Gerichtsentscheidungen im Auftrag des Bangladesh Bar Council berichteten.

## Privates
Chaudhury ist mit dem Pharmazie-Berater Syed Ishtiaque Hossain verheiratet. Sie hat eine Tochter, Lamisa Shirin Hossain (* 1994), und einen Sohn, Syed Ibtesham Rafiq Hossain (* 2003).

## Ehrungen
- 2010 Preis für humanitäre Dienste der Asia Society für ihre führende Rolle bei der Beseitigung von Gewalt gegen Frauen und der Förderung von Frauen und Beschäftigung in Bangladesch[5]
- 2014 Ehrendoktorwürde der University of Essex[6]
- 2015 Women Leadership Achievement Award auf dem 2nd World Women Leadership Congress

## Veröffentlichungen
- Role of the Judiciary in the Development of Human Rights, veröffentlicht 1999 von der Menschenrechtsorganisation Ain O Salish Kendro (ASK)
- The Least Dangerous Branch and the Power of Judicial Review: Impact on the Development of Fundamental Human Rights, veröffentlicht 2000 von Ain O Salish Kendro (ASK)
- Right to Life and Its Dimensions, veröffentlicht 2000 von Ain O Salish Kendro (ASK)
- Practice of Democracy: Importance of Free and Fair Election in Bangladesh veröffentlicht vom Bangladesh Institute of Law and International Affairs (BILIA), Bangladesh Heritage Foundation
- mit Manusher Jonno et al.: Electoral Rights: Bangladesh Perspective, Conference Report on Human Rights and Governance, Local and Global Perspective, 16–18 January 2005
- Regional Position Paper on Status of Women in South Asia Expertenbericht für SAAPE[5]